# 안나마야 헨릭손

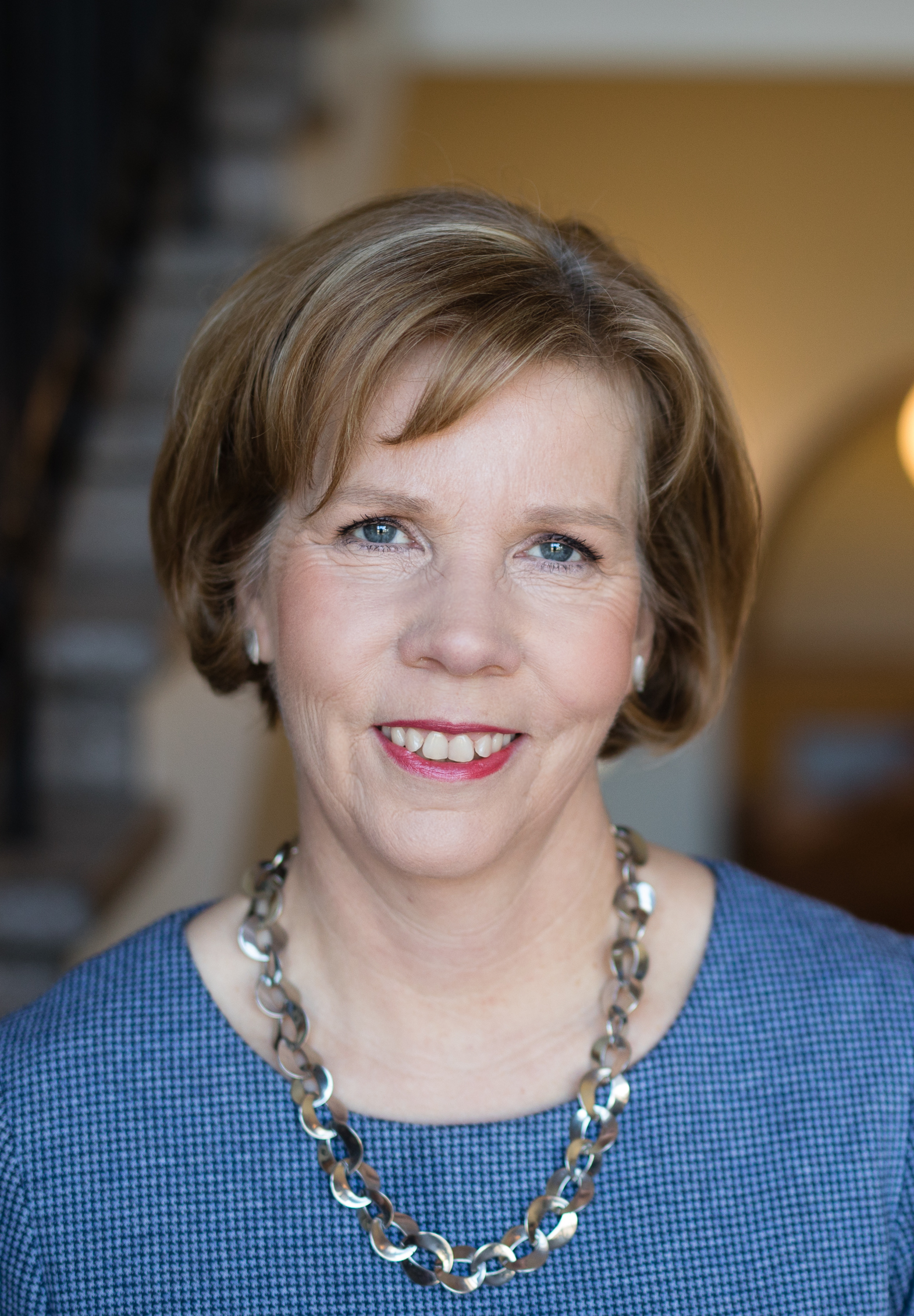
안나마야 헨릭손

안나마야 크리스티나 헨릭손(스웨덴어: Anna-Maja Kristina Henriksson, 혼전 성: 포르스(Forss), 1964년 1월 7일 피에타사리 ~ )은 핀란드의 스웨덴어 사용 핀란드인 정치인이다. 2011년부터 2014년까지 위르키 카타이넨 내각에서, 2014년부터 2015년까지 알렉산데르 스투브 내각에서 법무부 장관을 역임했다.
2007년부터 국회의원으로 일하고 있으며, 2010년부터 2016년까지 핀란드 스웨덴인당 부대표를, 2015년부터 2016년까지 원내대표를 역임했다. 2016년 6월 12일 핀란드 스웨덴인당 최초의 여성 대표로 선출되었다.